# Bedrijventerrein Kruisstraat
Bedrijventerrein Kruisstraat is een woonwijk en bedrijventerrein in de Kruisstraat, behorend tot stadsdeel Rosmalen Noord in de gemeente 's-Hertogenbosch, in de Nederlandse provincie Noord-Brabant. De wijk ligt in het oosten van Kruisstraat en ten noorden van de Spoorlijn Tilburg - Nijmegen.